# Tomasz Wisio
Tomasz Wisio (ur. 20 stycznia 1982 roku w Lubinie) – polski piłkarz grający na pozycji bocznego obrońcy.
Swoją karierę rozpoczynał w Zagłębiu Lubin. Reprezentował jego barwy od 1997 roku, jednakże nie było mu dane zagrać choćby jednego meczu w polskiej ekstraklasie, pomimo krótkiego epizodu z krakowską Wisłą wiosną sezonu 1999/2000. Po powrocie do Lubina wiosną 2001 roku przeniósł się do klubu austriackiej ekstraklasy SV Pasching. W sezonie 2002/2003 zaliczył swój debiut w ekstraklasie austriackiej i od razu stał się ważnym ogniwem swojego zespołu rozgrywając aż 33 mecze w ekstraklasie. W sezonie 2003/2004 rozegrał 28 spotkań i strzelił swoją pierwszą bramkę na pierwszoligowych stadionach. Wiosnę 2005 roku Wisio spędził w niemieckiej Bundeslidze w zespole Arminia Bielefeld. Nie był to dla niego udany okres(zaliczył tylko 1 oficjalny występ w Bundeslidze) i z powrotem przeniósł się do SV Pasching. W sezonie 2005/2006 rozegrał 23 spotkania by latem roku 2006 przenieść się do klubu greckiej ekstraklasy Skoday Ksanti. W maju 2007 opuścił Grecję i wrócił do Austrii, by grać w zespole LASK Linz. 3 czerwca 2009 media w Polsce podały, że zawodnik podpisał 3-letni kontrakt z klubem greckiej ekstraklasy, Ergotelis Iraklion. W styczniu 2012 podpisał osiemnastomiesięczny kontrakt z RB Leipzig. Po upływie pół roku klub rozwiązał umowę a piłkarz długo szukał klubu. W 2013 podpisał kontrakt z drugoligowym austriackim klubem SKN St. Pölten. W 2014 niespodziewanie drużyna dotarła do finału Pucharu Austrii, mimo przegranej zapewniając sobie udział w eliminacjach Ligi Europejskiej. Po pierwszych sukcesach przegrała jednak z PSV Eindhoven i nie zakwalifikowała się do rozgrywek. W 2016 klub awansował do Austriackiej Ekstraklasy i niespodziewanie odesłał Tomasza Wisio – ówczesnego kapitana drużyny do rezerw. Piłkarz toczył walkę prawną o możliwość trenowania z pierwszą drużyną lub rozwiązanie kontraktu. W styczniu 2017 piłkarz po wielu latach wrócił do ojczyzny celem spełnienia swego życzenia by wreszcie zadebiutować w Ekstraklasie. Dołączył do I-ligowego GKS Katowice, który wydawał się murowanym kandydatem do awansu do elity. Niespodziewanie GKS zajął dopiero 7. miejsce a wobec tego kontrakt piłkarza nie został automatycznie przedłużony.

## Sukcesy
- wicemistrzostwo Europy U-16: 1999